# Nigella nigellastrum
Nigella nigellastrum (syn. Garidella nigellastrum) — вид квіткових рослин з родини жовтецевих (Ranunculaceae).

## Біоморфологічна характеристика
Однорічна трав'яниста рослина (15)30–50 см заввишки. Стебло тонке, голе, просте чи вгорі розгалужене. Листки перисторозсічені, частки їх вузьколінійні, згруповані в нижній третині стебла, у верхній половині практично відсутні. Квітки до 1 см в діаметрі, не закручені, дуже блідо-блакитні, поодинокі, з довгою ніжкою; чашолистків і пелюсток 5. Чашолистки яйцювато-еліптичні, білувато-рожеві, 3–4 мм завдовжки, вдвічі коротші пелюсток. Пелюстки глибоко розділені на дві лінійно-довгасті частки. Тичинки численні. Плоди 6–7 мм завдовжки, з дзьобиком у 5 разів коротшим від них. Цвітіння: травень і липень. 2n = 12.

## Поширення
Поширення: Іспанія, Франція, Греція, Україна, Росія, Туреччина, Кіпр, Південний Кавказ, Іран, Ірак, Палестина, Туркменістан.
В Україні вид росте на сухих схилах, у чагарниках — у Криму.